# Sidoine Oussou
Sidoine Oussou (* 14. November 1992 in Cotonou) ist ein beninischer Fußballspieler.

## Karriere

### Verein
Oussou begann seine Karriere mit Touko Sari FC. 2009 verließ er Touko Sari und unterschrieb in der Championnat National du Bénin mit ASPAC Cotonou, wo er 2010 mit dem Verein die einzige Meisterschaft der Geschichte gewann. Am 6. Januar 2011 verließ er ASPAC FC und unterschrieb mit Valerenga Oslo, wo er am 19. März sein Profi-Debüt gegen Viking Stavanger gab.

### Nationalmannschaft
Oussou gehört zum erweiterten Kader der Nationalmannschaft des Benins und hat momentan 2 Länderspiele. Er spielte sein Debüt im November 2009 beim UEMOA Tournament, wo er 45 Minuten gegen die Togoische Fußballnationalmannschaft spielte.